# 전익의 시그드리파
전익의 시그드리파(일본어: 戦翼のシグルドリーヴァ, Warlords of Sigrdrifa)는 애니플렉스와 A-1 Pictures가 제작한 애니메이션 TV 시리즈이다. 2020년 10월부터 12월까지 방영되었다. 전익의 시그드리파 Rusalka와 진익의 시그드리파 Sakura라는 두 개의 라이트 노벨 시리즈는 가도카와 쇼텐에서 가도카와 스니커 문고 각인으로 출판되었다. 또한 전익의 시그드리파 논스크램블과 전익의 시그드리파 광격의 영웅이라는 두 개의 만화 시리즈가 가도카와 쇼텐에서 연재된다.

## 전제
신비한 기둥이 인류를 위협할 때, 노르드 신 오딘은 인류에게 반격할 방법을 제시한다. 젊은 여성 조종사인 "발키리"는 각각 이 신비한 새로운 적과 싸울 수 있는 마법으로 강화된 특별한 비행기를 조종한다. 이 발키리 중 한 명인 독일 조종사 클라우디아 브루포드(Claudia Bruford)는 다테야마 공군 기지로 전근되어 그곳에서 일본 발키리 3인방과 친구가 되고 우정의 가치를 배운다.

## 같이 보기
- 바이스·사바이브
- HIGHSPEED Étoile